# Colli a Volturno

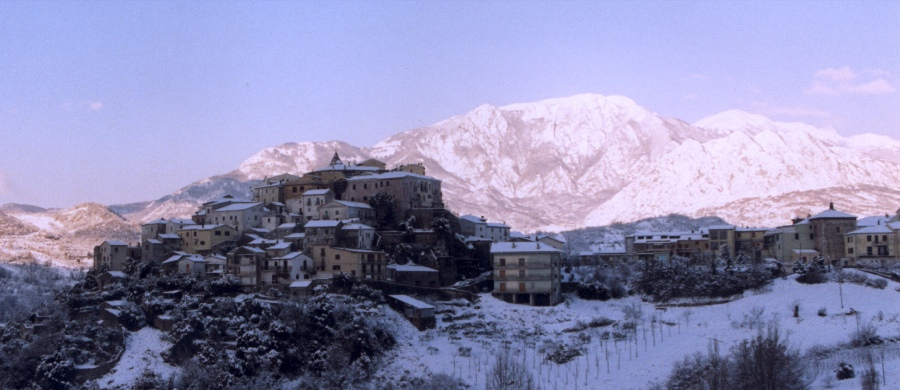
Blick auf Colli a Volturno

Colli a Volturno ist eine italienische Gemeinde (comune) mit 1265 Einwohnern (Stand 31. Dezember 2023) in der Provinz Isernia in der Region Molise. Die Gemeinde liegt etwa 10,5 Kilometer westlich von Isernia am Volturno.

## Verkehr
Durch die Gemeinde führt die Strada Statale 652 di Fondo Valle Sangro von Cerro al Volturno nach Fossacesia.